# Fabio Pusterla
Fabio Pusterla (Mendrisio, 1957) is een Zwitsers dichter en essayist uit het Italiaanstalige kanton Ticino.  Hij onderwijst Italiaanse literatuur in Bellinzona. Hij vertaalt zelf ook gedichten uit andere talen.

## Eigen werk
- Concessione all’inverno (1985)
- Bocksten (1989)
- Sotto il giardino (1992)
- Le cose senza storia (1994)
- Danza macabre (1995)
- Bandiere di carta (1996)
- Isla persa (1997
- Pietra sangue (1999)
- in het Frans vertaald: Une Voix pour le noir, Poésies 1985-1999 (2001)
- in het Frans vertaald: Me voici là dans le noir (2001)
- in het Frans vertaald: Les choses sans histoire (2002)
- in het Frans vertaald: Deux rives (2002)
- in het Duits vertaald: Solange Zeit bleibt (2002)
- Folla sommersa (2004)
- Movimenti sull'acqua (2004)